# 植村氏明
植村 氏明（日语：うえむら うじあき，1520年（永正17年）—1552年（天文21年）），战国时代武将。德川氏家臣。
植村氏为清和源氏的一支。自称是可以追溯到摄津源氏的美浓源氏嫡流・土岐氏的末裔。
氏明仕于松平家3代（清康・广忠・家康）。天文4年（1535年）主君・松平清康被部下阿部正丰杀害之时（守山崩）当场斩杀正丰。随后，天文18年（1549年）次代的主君・松平广忠被岩松八弥杀害之时，氏明又当场斩杀八弥，因而获得了感谢状（但是广忠的死因也有肺结核一说，如果成立就没有此事）。
天文21年（1552年）在尾张国沓掛同织田军的合战中战死。
本多忠高的妻子小夜是他的女儿。有子家存，氏宗。